# Projet Orbiter
Pour les articles homonymes, voir Orbiteur (homonymie).
Le Projet Orbiter est un projet de lanceur spatial américain proposé par Wernher von Braun, qui deviendra le concurrent du Project Vanguard. Il a été dirigé conjointement par l'armée américaine et la marine américaine. Il a finalement été rejeté par le Comité spécial des capacités Ad Hoc, qui a choisi le Project Vanguard à sa place. Bien que le projet Vanguard ait été annulé le 3 août 1955, faute d'échec, le Projet Orbiter donne le lanceur Juno I qui a lancé Explorer 1, le premier satellite lancé par les États-Unis.

## Histoire
Dans les années 1920 et 1930, la Société allemande pour les voyages dans l'espace (Verein für Raumschiffahrt, appelée VfR par ses fondateurs) a commencé à gagner en popularité, avec un nombre croissant d'adhérents, tant en Allemagne qu'à l'étranger. La principale cause de l'attrait mondial du VfR est due aux écrits du mathématicien Hermann Oberth qui, dans une publication de 1923 intitulée « The Rocket into Interplanetary Space » (La fusée vers l'espace interplanétaire), décrit en détail les mécanismes de mise en orbite d'un satellite.
Herman Potočnik a été le premier à publier le concept de placer un satellite géosynchrone en orbite géostationnaire, en 1928. Arthur C. Clarke popularisa ce concept encore plus en 1945, dans un document intitulé « Relais extraterrestres — Les stations de roquettes peuvent-elles couvrir la radio mondiale ? », publié dans le magazine Wireless World. Clarke a décrit le concept comme utile pour les satellites de communication.
En 1954, Wernher von Braun a proposé l'idée de placer un satellite en orbite lors d'une réunion du comité Spaceflight de l'American Rocket Society. Son plan était d'utiliser une fusée Redstone avec des groupes de petites fusées à carburant solide comme étage supérieur.
Toujours en 1954, lors d'une discussion privée sur le projet Redstone avec Ernst Stuhlinger, Wernher von Braun a exprimé sa conviction qu'ils devraient avoir un « vrai scientifique de l'honnêteté à la bonté » impliqué dans son petit projet satellite non officiel (Projet Orbiter). « Je suis sûr que vous connaissez un scientifique quelque part qui remplirait le projet de loi, peut-être dans la classe du prix Nobel, prêt à travailler avec nous et mettre quelques instruments sur notre satellite ». Stuhlinger, lui-même chercheur de rayons cosmiques à l'Université de Tübingen sous son conseiller professeur, Hans Geiger, avait travaillé avec James Van Allen dans la gamme de missiles White Sands avec fusées V-2, était prêt avec sa réponse: « Oui, bien sûr, je parlerai avec le Dr Van Allen ».
Stuhlinger l'a suivi avec une visite à Van Allen à son domicile à Princeton, New Jersey, où Van Allen était en licence sabbatique de l'Université de l'Iowa pour travailler sur le design stellaire. Van Allen a ensuite déclaré: « Le message de 1954 de Stuhlinger était simple et éloquent. En vertu des développements de missiles balistiques à l'Agence des missiles balistiques de l'armée (ABMA), il était réaliste d'attendre que dans un an ou deux un petit satellite scientifique puisse être propulsé dans une orbite durable autour de la terre... J'ai exprimé un grand intérêt à réaliser une enquête mondiale sur l'intensité des rayons cosmiques sur l'atmosphère ».
Le 26 janvier 1956, à l'Université du Michigan, parrainé par le Haut Panel de recherche environnementale, James Van Allen a proposé l'utilisation de satellites américains pour la recherche sur les rayons cosmiques. Ernst Stuhlinger, de l'équipe de von Braun, a souligné cette présentation et est resté en contact avec le Groupe Iowa de Van Allen. Grâce à «préparation et bonne fortune», Van Allen a écrit plus tard, l'expérience a été sélectionné comme la principale charge utile (Explorer 1) pour le premier vol d'une fusée à quatre étages Juno I le 1er février 1958 (GMT).